# فريدي كلافيهو
فريدي كلافيهو (بالإسبانية: Freddy Clavijo)‏ هو لاعب كرة قدم أوروغواياني في مركز حراسة المرمى، ولد في 8 يناير 1962 في مونتيفيديو في الأوروغواي. شارك مع منتخب الأوروغواي تحت 20 سنة لكرة القدم ومنتخب الأوروغواي لكرة القدم. أما مع النوادي، فقد لعب مع أتلتيكو أتلانتا وإنديبنديينتي سانتا في وديبورتيس توليما وديفينسور سبورتينغ وفيليز سارسفيلد.

## وصلات خارجية
- فريدي كلافيهو على موقع قاعدة بيانات كرة القدم.إي يو (الإنجليزية)
- فريدي كلافيهو على موقع ناشيونال فوتبول تيمز (الإنجليزية)